# John Thomas Underwood
John Thomas Underwood (12. dubna 1857 Londýn – 2. července 1937 Osterville, Massachusetts) byl anglo-americký vynálezce a podnikatel, který se zasloužil o masové rozšíření psacích strojů. V meziválečné době vyráběla jeho továrna polovinu všech psacích strojů na světě.

## Život a působení

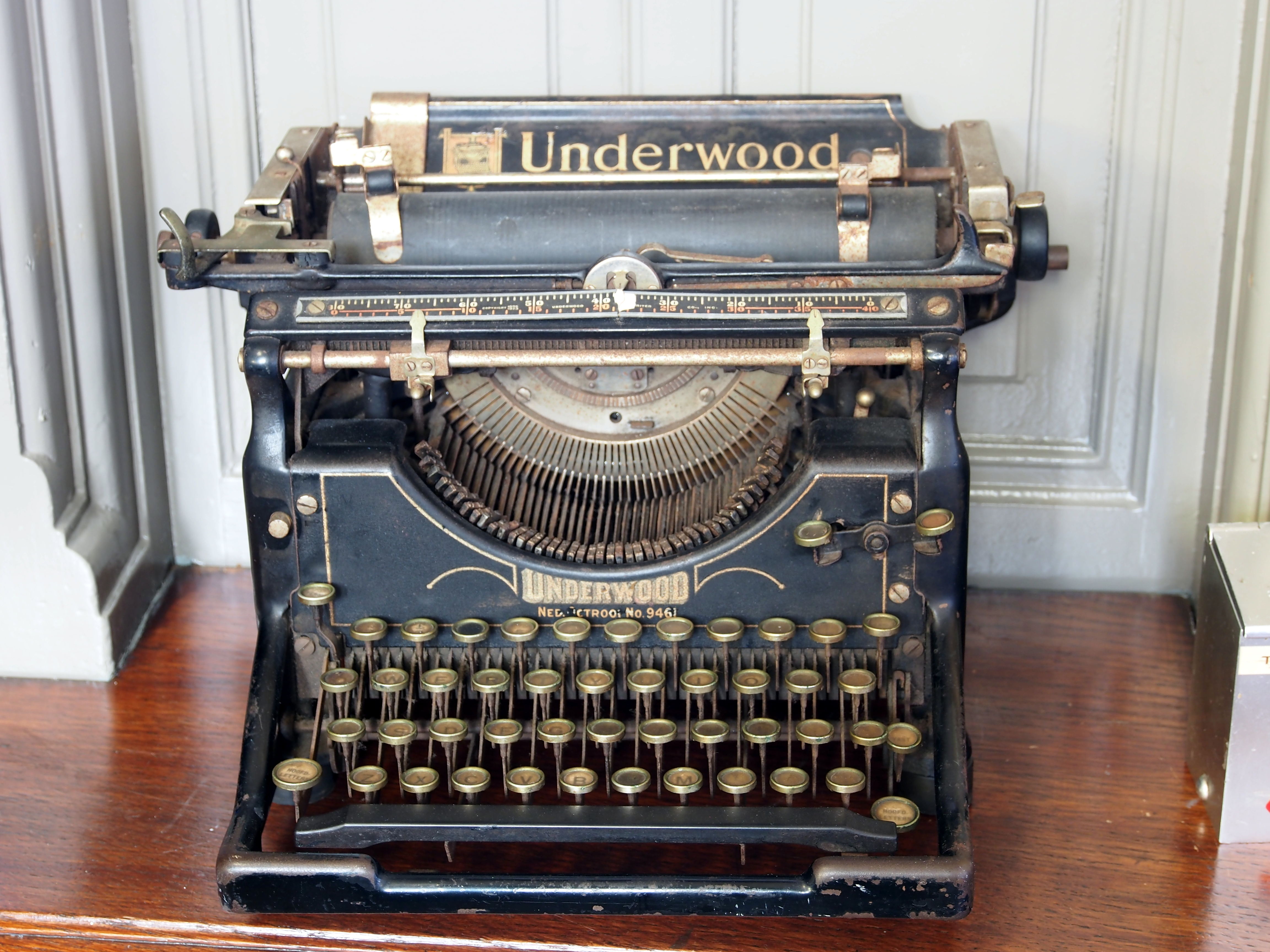
Charakteristická „underwoodka“ (1905-1925)

Jeho otec Thomas Underwood obchodoval s psacími potřebam, roku 1874 se odstěhoval do USA a založil továrnu na barvicí pásky a uhlový papír, které dodával firmě Remington. Když se Remington rozhodl vyrábět si pásky sám, rozhodl se Underwood vyrábět psací stroje. John Thomas Underwood se seznámil s německo-americkým vynálezcem F. X. Wagnerem, jehož podnik se dostal do finančních potíží. Underwood pochopil význam Wagnerových vynálezů (páky s předním úhozem, takže je psané vidět, více typů na páce a mechanismus zvedání válce, přepínání pásky a řada dalších), podpořil ho a koupil jeho firmu. Roku 1900 začal vyrábět model Underwood No. 5, považovaný za první moderní psací stroj. Na Světové výstavě v Paříži získal zlatou medaili.
Počátkem 20. let už Underwood vyrobil dva miliony strojů, polovinu světové produkce, a před druhou světovou válkou produkovala jeho továrna v Hartfordu (Connecticut) jeden stroj každou minutu. Jeho stroje byly mimořádně spolehlivé a prakticky nezničitelné, takže se slovo „underwoodka“ mnohde stalo synonymem pro psací stroj.